# Zofia Czajkowska
Zofia Czajkowska (ur. 4 sierpnia 1905 w Tarnowie – zm. w kwietniu 1978 tamże) – polska muzyczka, więźniarka hitlerowskich obozów koncentracyjnych, wybrana na pierwszą dyrygentkę kobiecej orkiestry w Auschwitz.

## Życiorys
Czajkowska była nauczycielką muzyki w tarnowskiej szkole handlowej, zanim w 1940 r. została aresztowana jako więźniarka polityczna. Po dwóch latach spędzonych w areszcie w Tarnowie, wraz z pierwszym transportem trafiła do obozu koncentracyjnego w Auschwitz-Birkenau, dostając numer 6873. Przebywała tam od 27 kwietnia 1942 r. do stycznia 1945 r. Następnie do lutego była więziona w obozie w Ravensbrück, wraz z innymi członkiniami orkiestry (m.in. z Esther Bejarano), a wyzwolenie przez Armię Czerwoną przeżyła, będąc w obozie w Neustadt-Glewe.

### Kobieca orkiestra w Auschwitz
Od oficjalnego powstania kobiecej orkiestry w Auschwitz (oryg. Mädchenorchesters von Auschwitz) w kwietniu 1943 r., Zofia Czajkowska była dyrygentką i kapo orkiestry do sierpnia 1943. Prawdopodobnie tę funkcję przydzieliła jej pomysłodawczyni powstania grupy, nadzorczyni Maria Mandl; według niektórych Zofia Czajkowska posłużyła się kłamstwem, mówiąc, że jest z rodziny Piotra Czajkowskiego. W pierwszej kolejności do zespołu wybrała muzyczki: Stefanię Baruch (gitara i mandolina) i Danutę Kollakową (inne źródło: Jadwiga Kollakowa) (perkusja, cymbały, później fortepian), które przyjechały z nią do Auschwitz. Następnie dołączyła Maria Moś (mandolinistka i kopistka nut). W czerwcu 1943 r., kiedy oficjalnie rozpoczęto występy, orkiestra liczyła już 20 muzyczek, a Czajkowska zorganizowała potrzebne instrumenty: część ze skonfiskowanego majątku więźniów, część z męskiej orkiestry obozowej. Ponieważ jako kapo była pod presją SS, starała się skłonić muzyczki do dobrego grania za pomocą szorstkości i przemocy (w tym bicia i wyzwisk), ale dbała też o to, by m.in. do orkiestry przyjmowano także niemuzykalne kobiety.
Zdaniem Susan Eischeid, autorki książki The Truth about Fania Fénelon and the Women’s Orchestra of Auschwitz-Birkenau[wymaga weryfikacji?], Czajkowska przez wielu uważana była za „przeciętnego muzyka”, co powodowało problemy z rozwojem orkiestry.
Podobnie jak inni muzycy obozowej kobiecej orkiestry, Czajkowska była więźniarką, której obecność w utworzonej formacji pomogła uniknąć śmierci. W lipcu 1943 r. do obozu przybyła Alma Rosé, utalentowana muzyczka, siostrzenica Gustava Mahlera, która przejęła prowadzenie orkiestry. Czajkowska służyła jako blokowa i wspierała orkiestrę, do października 1944 r. grając tam na fortepianie i skrzypcach.